# Vālāshān
Vālāshān (persiska: والاشان) är en ort i Iran.   Den ligger i provinsen Lorestan, i den nordvästra delen av landet, 300 km sydväst om huvudstaden Teheran. Vālāshān ligger 1 494 meter över havet och antalet invånare är 354.
Terrängen runt Vālāshān är varierad. Runt Vālāshān är det tätbefolkat, med 257 invånare per kvadratkilometer. Närmaste större samhälle är Borujerd, 8,2 km norr om Vālāshān. Trakten runt Vālāshān består till största delen av jordbruksmark.